# راسویی‌دد
راسویی‌دد (نام علمی: Ictitherium) نام یک سرده از تیره کفتار است.